# Clase Lupo
La clase Lupo es una clase de fragata construida por Cantieri Navali Riuniti (CNR) para la Marina de Italia. Diseñada como un buque de guerra multipropósito con énfasis en guerra antisubmarina, ha obtenido cierto éxito en el mercado de exportación, siendo adquiridas por las armadas de Perú y Venezuela. Una pequeña cantidad de una versión ligeramente repotenciada es conocida como Soldati o Artigliere.

## Diseño

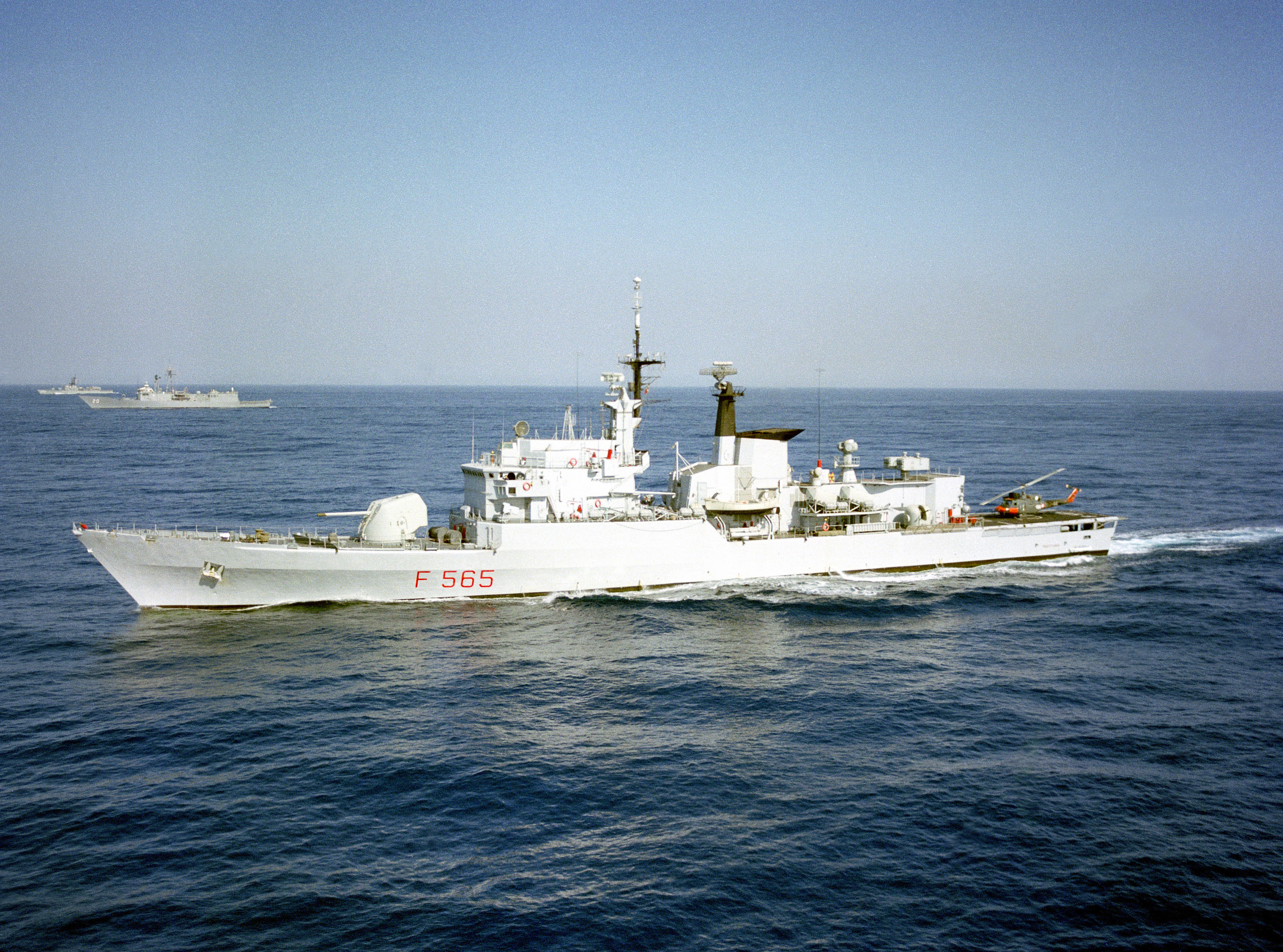
Fragata tipo Lupo MM Sagittario (F-565) de la marina italiana.

Desde que Italia se unió a la OTAN, las misiones asignadas a su Armada fueron las de escolta antiaérea y antisubmarina. En caso de guerra la Sexta Flota de la US Navy se haría cargo de la guerra de superficie en el Mediterráneo. 
A principios de los años 1970, la Marina Militare se enfrentaba a un incremento de la presencia naval Soviética en el Mar Mediterráneo, constituyendo una amenaza a sus líneas de comunicación marítimas así como a su extensa línea costera. Además la creciente amenaza de misiles antibuque debía tenerse también en cuenta. Para contrarrestar esta amenaza, Italia comenzó un programa de expansión naval que incluía fragatas para guerra anti superficie (clase Lupo) y para guerra antisubmarina (clase Maestrale).
El astillero Cantieri Navali Riuniti (CNR) se hallaba en esos años desarrollando el diseño de una fragata derivada de la clase Alpino, las primeras de su tipo con una planta propulsora mixta CODAG (dos turbinas a gas y dos motores diésel). Se pensaba en la exportación, eran diseños de 1.800 toneladas de desplazamiento, con considerable armamento antiaéreo y antisuperficie y planta propulsora CODOG, que le proporcionaría una velocidad de hasta 37 nudos. 
La Marina Militare planteó a CNR sus requerimientos operacionales, y  el astillero creó un proyecto con un nuevo tipo de fragata rápida multipropósito. Para la primera parte del requerimiento, CNR presentaba un diseño de una fragata de 2.500 toneladas con una alta velocidad y armamento pesado. El barco empleaba un sistema de propulsión CODOG para alcanzar más de 35 nudos, convirtiéndolo en uno de los buques de guerra más veloces para ese momento. El armamento incluía 8 misiles antibuque MBDA Otomat, 8 Selenia Aspide, un cañón Otomelara de 127 mm (Otobreda 127/54 Compact), dos montajes de cañones dobles de 40 mm Breda Dardo, 2 tubos triples de torpedos y un helicóptero de guerra antisubmarina, que era equivalente al que llevaban buques de mayor tamaño, siendo, por décadas, el buque más pesadamente armado por tonelada de registro. Para ahorrar peso, las fragatas clase Lupo fueron altamente automatizadas, permitiendo una tripulación de 180 marinos, más baja en comparación con los 250 marineros requeridos en las fragatas de la Clase Leander. Entre sus características de diseño más destacadas está el hangar extensible cuya estructura se mueve sobre la cubierta de vuelo para albergar al Agusta-Bell 212ASW en condiciones de mar 5 y mayores.
Ante el requerimiento de la Armada del Perú los constructores incluyeron en el diseño la operación de un helicóptero basado en el buque. En las Lupo italianas, con el fin de aumentar el grado de disponibilidad del helicóptero en cualquier circunstancia, se optó por un hangar retráctil para proteger al helicóptero de las inclemencias del tiempo. También se amplió la cubierta de vuelo hacia el extremo de la popa.
Su diseño es muy parecido al de las fragatas antisubmarinas clase Maestrale, encargadas en la misma época. Las clase Lupo están más orientadas a guerra contra otros buques de superficie.

## Servicio
Los fondos para la construcción de cuatro buques para la Marina Militare fueron programados en los presupuestos de los años 1974 a 1980. El contrato para su construcción fue firmado a principios de 1973. 
En paralelo CNR y las demás firmas italianas que intervenían en el proyecto iniciaron una campaña de venta en el extranjero. Era un diseño muy atractivo si se analizaba el costo/beneficio y además ofrecía la garantía de que se trataba de un diseño aceptado en su propio país. 
Hacia mediados de la década de 1970 varias armadas importantes estaban desarrollandos programas de construcción de destructores y fragatas. También varias armadas sudamericanas buscaban reemplazo de sus destructores y escoltas, provenientes de excedentes norteamericanos y británicos de la Segunda Guerra Mundial. Las unidades peruanas y venezolanas disponían de un hangar fijo y no tenían la posibilidad de recargar el sistema de misiles Albatros. Las cuatro fragatas de la Marina peruana se distinguían también de las italianas por la posición sobrealzada de los montajes bitubo Breda 40/70 del sistema Dardo, así como por la instalación de un segundo mástil.

### Marina de Italia
La Marina Militare comisionó cuatro fragatas clase Lupo entre 1977 y 1980. Estas naves fueron desplegadas en el golfo Pérsico, primero como escoltas para buques petroleros durante las últimas etapas de la guerra Irán-Irak (1987-1988) y luego como parte de las fuerzas de la coalición durante la Guerra del Golfo (1990-1991). Después de estas operaciones toda la clase fue sometida a un proceso de modernización que incluía un radar de búsqueda de superficie SPS-702 CORA y un equipo de comunicaciones por satélite. Luego de dos décadas en servicio, las cuatro fragatas clase Lupo fueron dadas de baja en 2004 y vendidas a la Marina de Guerra del Perú.

#### Guerra Irán-Irak
El gobierno italiano decidió intervenir en defensa y protección del libre tránsito de sus mercantes en setiembre de 1987, tras el ataque a un buque portacontenedores italiano. Se conformó el Grupo de Tarea Naval 18, conformado por las cuatro fragatas clase Lupo, siete de las ocho Maestrale, cuatro cazaminas clase Lerici y dos clase Lotto, los buques de reabastecimiento Stromboli y Vesubio y la nave de rescate Anteo. Los buques fueron asignadas rotativamente a la misión en el Golfo en períodos de permanencia de 3 a 4 meses para las unidades de combate. Entre setiembre de 1987 y diciembre de 1988 las fragatas efectuaron 82 misiones de escolta.

#### Guerra del Golfo
La Marina Militare intervino en el Golfo Pérsico durante las operaciones multinacionales después de la invasión iraquí a Kuwait, el 2 de agosto de 1990. Con la experiencia anterior se determinó el envío del mismo tipo de unidades al área de operaciones y conformó el 20 Grupo de Tarea Naval. Este tuvo a sus órdenes en períodos rotativos al destructor Audace, a tres fragatas de clase Lupo (Orsa, Sagitario y Lupo), a dos fragatas clase Maestrale (Lebeccio y Zeffiro), 3 cazaminas clase Lerici y a los buques de reabastecimiento Stromboli y Vesubio. 
Kas unidades italianas efectuaron misiones de bloqueo y control del tráfico marítimo, escolta a los portaaviones norteamericanos, escolta a convoyes mercantes y desminado de las rutas mercantes. Entre el 18 de agosto de 1990 y el 24 de agosto de 1991 las fragatas clase Lupo demostraron las bondades de su diseño y su capacidad operativa para servir lejos de sus bases en las difíciles condiciones de la región. 

#### Retiro
Normalmente las cuatro fragatas estaban asignadas a la Base Naval en Tarento. La Marina Militare decidió adelantar la fecha de retiro originalmente previsto para destinar recursos a la construcción y puesta en servicio de las dos fragatas clase Horizon y las cuatro corbetas de la clase NUMC. La Perseo y la Orsa pasaron primero a situación de reserva, siendo compradas por la Marina de guerra del Perú. Las otras dos pasaron poco después por la misma condición, siendo compradas por Perú las Fragatas Lupo y Sagitario como reemplazo del Crucero Misilero Ligero BAP Almirante Grau.

### Marina de Guerra del Perú

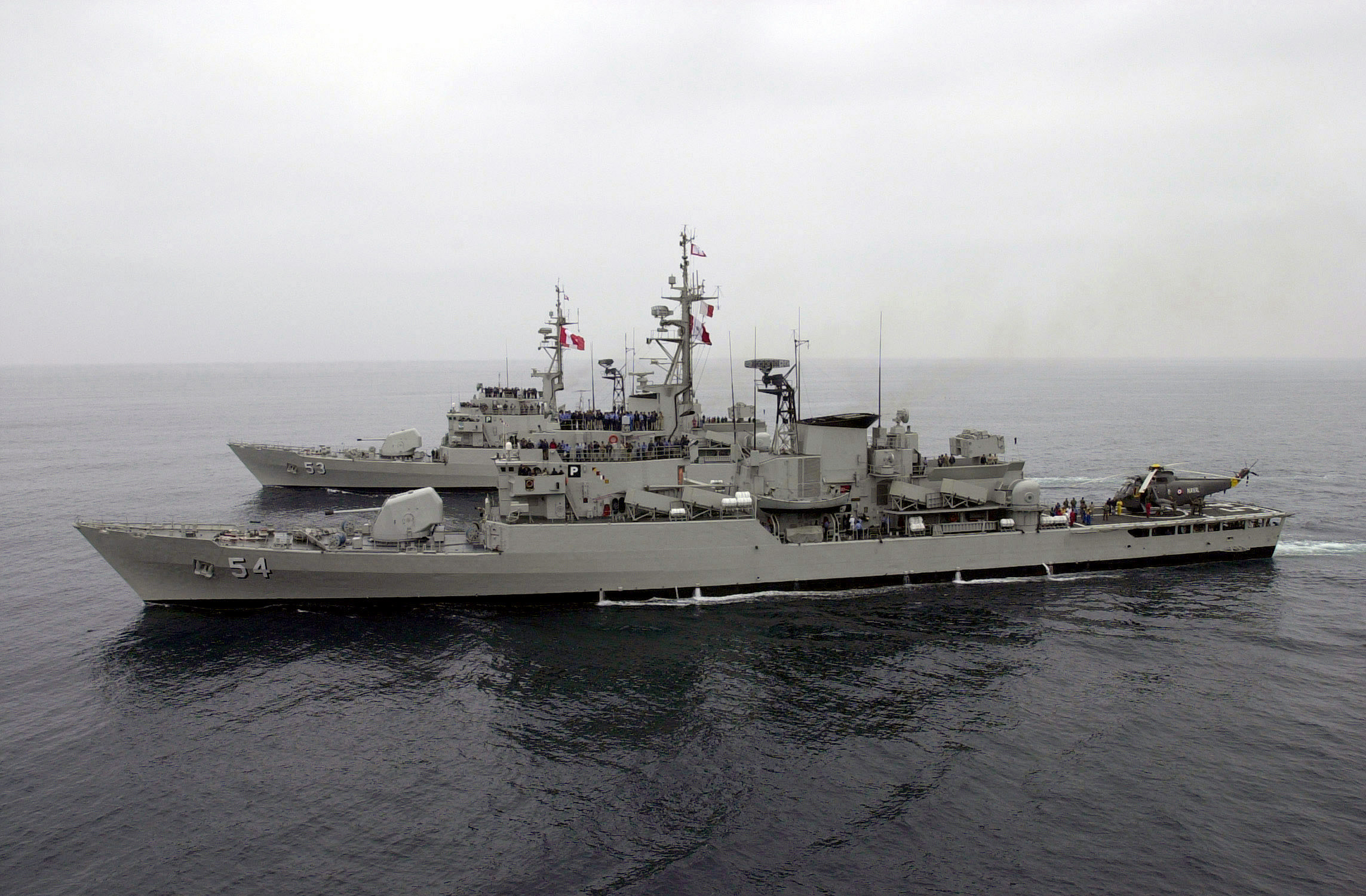
fragatas peruanas clase Lupo, BAP Montero (FM-53) y BAP Mariátegui (FM-54).

La Armada Peruana llevaba varios años buscando un sustituto para sus buques tipo destructor y destructor escolta.
Perú se involucró tempranamente en el programa de la clase Lupo, comisionando cuatro buques en 1973 para su marina. Las naves peruanas fueron construidas con un diseño modificado que incluía distintos radares, misiles superficie-aire Aspide en lugar de Sea Sparrow y un hangar fijo en lugar del telescópico. Las primeras dos unidades fueron construidas por CNR en sus astilleros en Riva Trigoso, Génova, y fueron asignados en 1979. Los trabajos de construcción del segundo par fueron totalmente realizados bajo licencia por los astilleros SIMA (Servicio Industrial de la Marina) en El Callao, Perú, siendo los barcos comisionados en la Marina de Guerra del Perú en 1984 y 1987.  Debido al éxito que se consideraba habían tenido en servicio, la marina peruana adquirió cuatro fragatas adicionales Lupo italianas luego de pasar estas a reserva, dos fueron incorporadas en el 2005 y dos en el 2006. Las primeras cuatro fragatas constituyen la clase Carvajal y las cuatro compradas de segunda mano son la clase Aguirre. Entre ellas había diferencias en equipos y sistemas de armas.
Navantia, estuvo en negociaciones con el gobierno del Perú para modernizar sus fragatas Lupo, modernización que finalmente fue llevada a cabo por el Astillero Peruano SIMA. En 2021 dos de las fragatas fueron retiradas de servicio. Las BAP Carvajal y BAP Villavicencio fueron clasificadas como guardacostas, tras retirarse gran parte del equipo militar. Actualmente soli están operativas la BAP Aguirre y BAP Bolognesi, que pasaron por la modernización consistente en radar AESA Selex Kronos NV-3D, misiles MBDA MM40 Block III Exocet, sistema de mando y control SIMA Varayoc y sistema de guerra electrónica MAGE QHAWAX. Se espera que las BAP Mariagetui y BAP Montero sean , también modernizadas.

### Armada de Venezuela
La Armada Venezolana contaba con tres destructores de la clase Aragua, construidos en Gran Bretaña entre 1951 y 1956, y un destructor de la clase Allen M. Sumner. Venezuela  deseaba reemplazarlos con buques más modernos. La Armada venezolana ya tenía experiencia con buques italianos, puesto que contaba con seis fragatas de la clase Almirante Clemente construidas en el astillero Asaldo entre 1954 y 1957. 

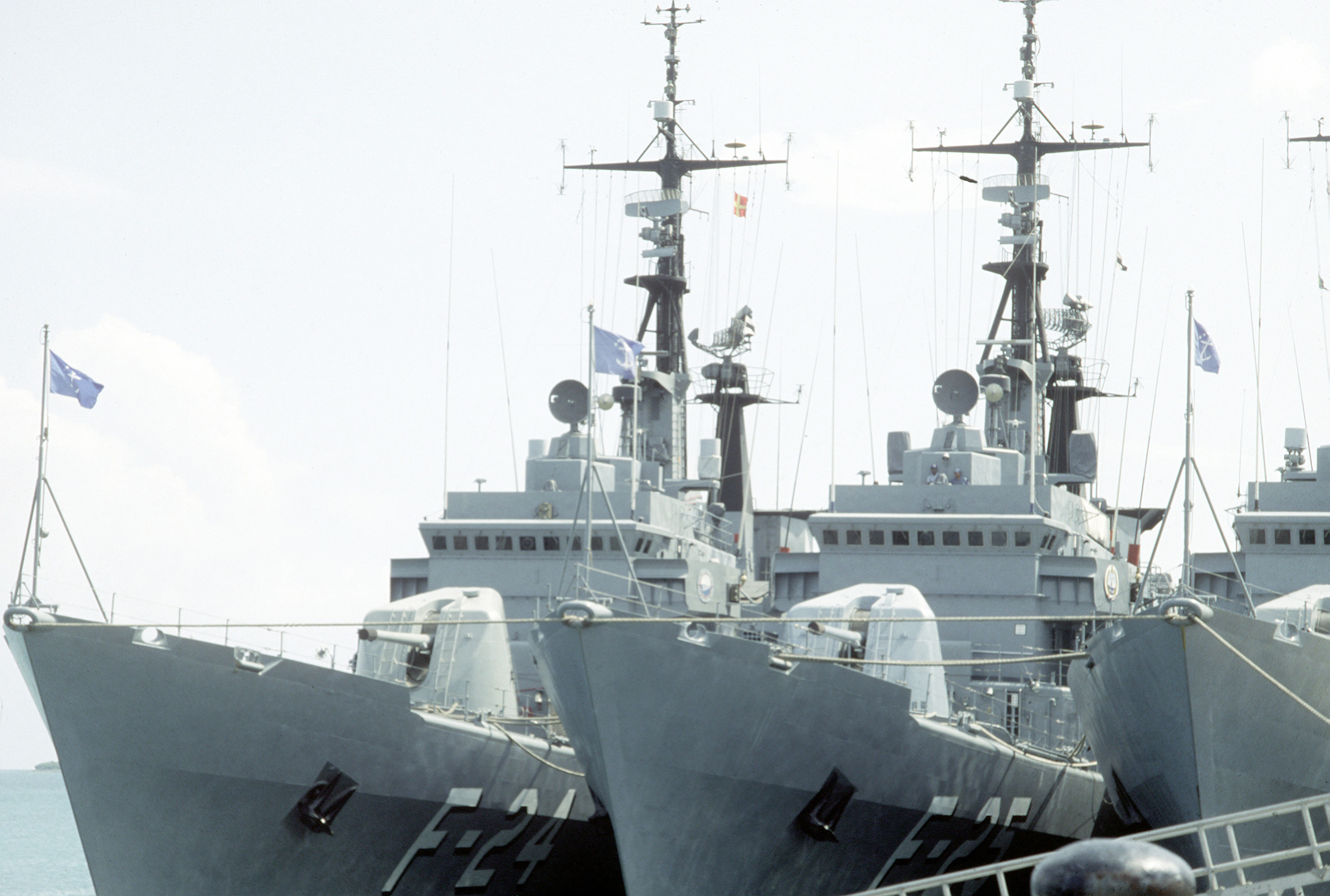
fragatas clase Lupo venezolanas, ARV General Soublette (F-24) y ARV General Salom (F-25).

Venezuela ordenó a la CNR seis clase Lupo en 1975 para reemplazar a los buques más viejos de su Armada. Estas unidades fueron comisionadas entre 1980 y 1982. En términos generales, su apariencia y equipamiento es similar a las construidas para Perú, excepto por algunas diferencias en la electrónica. Las primeras dos unidades, ARV Mariscal Sucre (F-21) y ARV Almirante Brión (F-22) fueron repotenciadas por Ingalls Shipbuilding a lo largo de un período de cuatro años (1998–2002).  Entre las modificaciones incluye nuevos motores diésel, nuevos radares, un nuevo sónar así como varios sistemas electrónicos nuevos. 
Se esperaba que las otras naves en servicio en sufrieran una modesta modernización a esta versión en Venezuela por Dianca, pero el embargo estadounidense y la falta de presupuesto obligaron a mantener a tres de ellas fuera de servicio. En 2021 finalmente comenzó el desguace de las fragatas.

### Armada de Irak
Como parte de su ambicioso programa naval para enfrentar a su vecino Irán la Armada iraquí se decidió por ordenar la construcción de cuatro fragatas Lupo modificadas, seis corbetas clase Wadi y un buque de reabastecimiento logístico. Sin embargo la guerra con Irán retrasó su entrega. 
Irak ordenó cuatro clase Lupo al CNR en 1981 como parte de su programa de expansión naval durante la guerra Irán-Irak. Estas fragatas, que poseían un hangar telescópico fueron completadas entre 1985 y 1987 pero debido a restricciones de guerra permanecieron internadas en Italia. En 1991 con la guerra del golfo era ya imposible entregarlas a Irak y ningún país de interesó por ellas. En 1993 todas las unidades fueron requisadas, para luego ser reconfiguradas como patrulleros oceánicos, e incorporadas en 1996 a la Marina italiana como la clase Soldati. Entre los cambios hechos para el servicio italiano incluye quitar todo el equipo de lucha antisubmarina. Estas cuatro unidades son:
Artigliere (pennant F 582), Aviere (F 583), Bersagliere (F 584) y Granatiere (F 585), y son usadas en labores de escolta y patrullaje de largo alcance.